# 坎奇斯科查湖 (菲德爾奧利瓦斯埃斯庫德羅區)
8°47′26″S 77°19′57″W / 8.79056°S 77.33250°W
坎奇斯科查湖（Canchiscocha），是秘魯的湖泊，位於該國北部安卡什大區，由馬里斯卡爾盧蘇里加省的菲德爾奧利瓦斯埃斯庫德羅區負責管轄。